# Stefan Bartmann
Stefan Bartmann (Berlino, 26 novembre 1950) è un regista e sceneggiatore tedesco.

## Biografia
Stefan Bartmann nacque e crebbe a Berlino, figlio maggiore del dott. prof. Karl Bartmann e della sua moglie Gisela Zunkel. Dopo gli studi di sociologia, si dedicò al mondo della cinematografia, diventando regista. Dagli anni '80 ha lavorato in particolare per il piccolo schermo ed ha diretto la produzione di numerose serie TV.
Tra le sue opere più conosciute, ricordiamo "Rosamunde Pilcher - Una rosa dal passato" e "Paradiso rubato".
Oggi vive in Irlanda.

## Filmografia
- Medienklinik – miniserie TV (1978)
- 6 Richtige – serie TV, 26 episodi (1983-1984)
- Diplomaten küßt man nicht – serie TV, 1 episodio (1987)

- Der Prins muss her – serie TV (1987)
- So isses – serie TV, episodio 1x43 (1988)
- Rivalen der Rennbahn – serie TV, 11 episodi (1989)
- Forstinspektor Buchholz – serie TV, 6 episodi (1989)
- Projekt Aphrodite – film TV (1990)
- Tücken des Alltags – serie TV, 2 episodi (1992)
- Auto Fritze – serie TV (1993)
- Glückliche Reise – serie TV, 11 episodi (1992-1993)
- Immenhof – serie TV, 4 episodi (1994)
- Zwei alte Hasen – serie TV, 10 episodi (1994-1995)
- Die Geliebte – serie TV, episodio 1x10 (1996)
- Friedemann Brix - Eine Schwäche für Mord – serie TV, episodi 1x09-1x10 (1997)
- Felix - Ein Freund fürs Leben – film TV (1997)
- Verschollen in Thailand – serie TV, 10 episodi (1997)
- Kommissar Schimpanski – serie TV, 7 episodi (1997)
- Amici per la pelle (Freunde fürs Leben) – serie TV, 5 episodi (2001)
- Eva - ganz mein Fall – serie TV, episodio 1x07 (2003)
- Circle of Life (Familie Dr. Kleist) – serie TV, 4 episodi (2004)
- Der Ferienarzt – serie TV, episodio 2x01 (2005)
- Paradiso rubato (Ums Paradies betrogen) – miniserie TV (2005)
- Oltre l'oceano (Robin Pilcher - Jenseits des Ozeans) – film TV (2006)
- Adelheid und ihre Mörder – serie TV, 26 episodi (2000-2007)
- La valle delle rose selvatiche (Im Tal der wilden Rosen) – serie TV, episodi 3x03-3x04 (2008)
- Ghost Writer – film TV (2015)
- La nave dei sogni (Das Traumschiff) – serie TV, 14 episodi (2008-2019)
- La nave dei sogni - Viaggio di nozze (Kreuzfahrt ins Glück) – serie TV, 5 episodi (2011-2020)
- Rosamunde Pilcher – serie TV, 22 episodi (1999-2021)